# برآفتاب (ایذه)
برآفتاب (ایذه) روستایی از توابع بخش مرکزی شهرستان ایذه در استان خوزستان ایران است.

## جمعیت
این روستا در دهستان سوسن غربی قرار دارد و بر اساس سرشماری مرکز آمار ایران در سال ۱۳۸۵، جمعیت آن ۹۹ نفر (۱۹خانوار) بوده‌است.